# Battle in Seattle - Nessuno li può fermare
Battle in Seattle - Nessuno li può fermare (Battle in Seattle) è un film del 2007 scritto e diretto da Stuart Townsend, al debutto come regista.
La pellicola è incentrata sugli scontri avvenuti il 30 novembre 1999 a Seattle, durante il meeting del WTO. Il film ripercorre la "Battaglia di Seattle", attraverso il punto di vista di alcuni personaggi.

## Trama
Migliaia di attivisti arrivano a Seattle per protestare contro la conferenza ministeriale del WTO, organizzazione da essi considerata responsabile dell'aumento del divario tra ricchi e poveri a livello mondiale. Nonostante inizi come una protesta pacifica, la dimostrazione diventa in seguito una vera e propria guerriglia urbana, fomentata anche da infiltrati della polizia, che porta le autorità a dichiarare lo stato di emergenza, facendo intervenire così la Guardia Nazionale e dando il via a una violenta repressione.

## Distribuzione
In Italia il film è uscito direttamente in DVD l'8 luglio 2009.